# Ordre du Blason national d'Estonie
L'ordre du Blason national (estonien : Riigivapi teenetemärk) est un prix décerné par la république d'Estonie pour les hauts services rendus par un citoyen estonien.
Le prix est institué par Konstantin Päts le 7 octobre 1936 pour commémorer le 24 février 1918, date de la déclaration d'indépendance de l'Estonie. 

## Classes
L'ordre comprend  six classes :
- une classe spéciale : le collier de l'ordre du Blason national
- cinq autres classes (numérotées de 1 à 5)

Le port du collier de l'ordre est réservé au Président de la République d'Estonie durant son mandat. Celui-ci porte les insignes de la première classe de l'ordre une fois son mandat achevé, le cas échéant.
| Rubans de l'ordre du Blason national d'Estonie | Rubans de l'ordre du Blason national d'Estonie | Rubans de l'ordre du Blason national d'Estonie | Rubans de l'ordre du Blason national d'Estonie | Rubans de l'ordre du Blason national d'Estonie | Rubans de l'ordre du Blason national d'Estonie |
| ---------------------------------------------- | ---------------------------------------------- | ---------------------------------------------- | ---------------------------------------------- | ---------------------------------------------- | ---------------------------------------------- |
| Collier                                        | 1re classe                                     | 2e classe                                      | 3e classe                                      | 4e classe                                      | 5e classe                                      |

## Lauréats
Voici une liste partielle de lauréats:

### Première classe
- Józef Beck
- Kaarel Eenpalu
- Ernst Jaakson
- Tunne Kelam
- Jaan Kross
- Kalju Lepik
- Lennart Meri
- Arvo Pärt
- Edgar Savisaar
- Veljo Tormis

### Deuxième classe
- Jaan Einasto
- Ene Ergma
- Tõnu Kaljuste
- Siim Kallas
- Tarmo Kõuts
- Mart Laar
- Marju Lauristin
- Endel Lippmaa
- Andres Lipstok
- Heinrich Mark
- Lagle Parek
- Arvo Pärt
- Juhan Parts
- Jüri Raidla
- Toomas Savi
- Edgar Savisaar
- Mart Siimann
- Rein Taagepera
- Andres Tarand
- Enn Tarto
- Tiit Vähi
- Trivimi Velliste

### Troisième classe
- Hardo Aasmäe
- Vello Helk
- Toomas Hendrik Ilves
- Neeme Järvi
- Jaak Jõerüüt
- Fred Jüssi
- Ain Kaalep
- Ülo Kaevats
- Marina Kaljurand
- Teet Kallas
- Jaan Kaplinski
- Harald Keres
- Johannes Kotkas
- Peeter Kreitzberg
- Käbi Laretei
- Marju Lauristin
- Jürgen Ligi
- Jüri Luik
- Tõnis Mägi
- Viktor Masing
- Rein Otsason
- Siiri Oviir
- Ivari Padar
- Urmas Paet
- Enno Penno
- Villem Raam
- Veljo Tormis
- Lauri Vahtre
- Sulev Vahtre
- Vaino Väljas
- Heinz Valk
- Arvo Valton
- Arved Viirlaid

### Quatrième classe
- Juhan Aare
- Jaak Aaviksoo
- Priit Aimla
- Jaak Jõerüüt
- Jaan Kaplinski
- Madis Kõiv
- Andres Lipstok
- Tõnis Lukas
- Linnart Mäll
- Paul-Eerik Rummo
- Paul Saagpakk
- Enn Soosaar
- Eino Tamberg
- Roman Toi
- Vilja Toomast
- Trivimi Velliste
- Toomas Vilosius

### Cinquième classe
- Teet Kallas
- Ester Mägi
- Eiki Nestor
- Kristiina Ojuland
- Siiri Oviir
- Kaljo Põllu
- Vardo Rumessen